# سالاد کرفس
سالاد کرفس یکی از انواع سالادهاست که برای تهیه آن از کرفس، ژامبون، سیب زمینی اسلامبولی، قارچ، سس مایونز، روغن زیتون، سرکه، نمک و فلفل استفاده می‌شود.

## منبع
- رزا منتظمی، هنر آشپزی، جلد اول، ناشر: کتاب ایران، ۱۳۷۶
- http://www.foodnetwork.com/recipes/ina-garten/celery-and-parmesan-salad-recipe